# جنگل ملی دیکسی
جنگل ملی دیکسی (به انگلیسی: Dixie National Forest) یک جنگل ملی در آمریکا است.
مساحت این جنگل ۸۰۰۰ کیلومتر مربع است (تقریباً اندازهٔ مساحت کشور پورتوریکو) و در ایالت یوتا گسترده است.

## نگارخانه

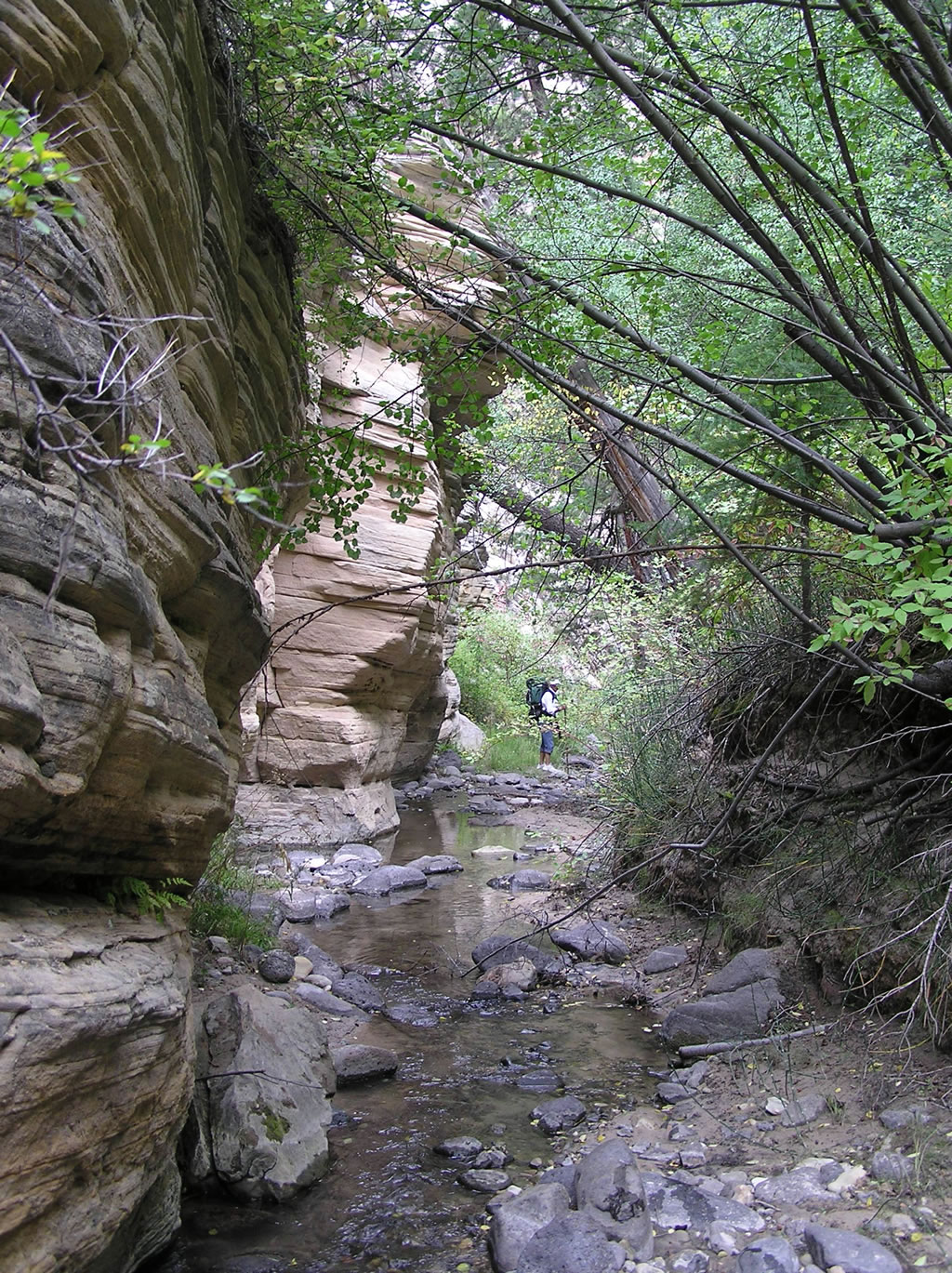
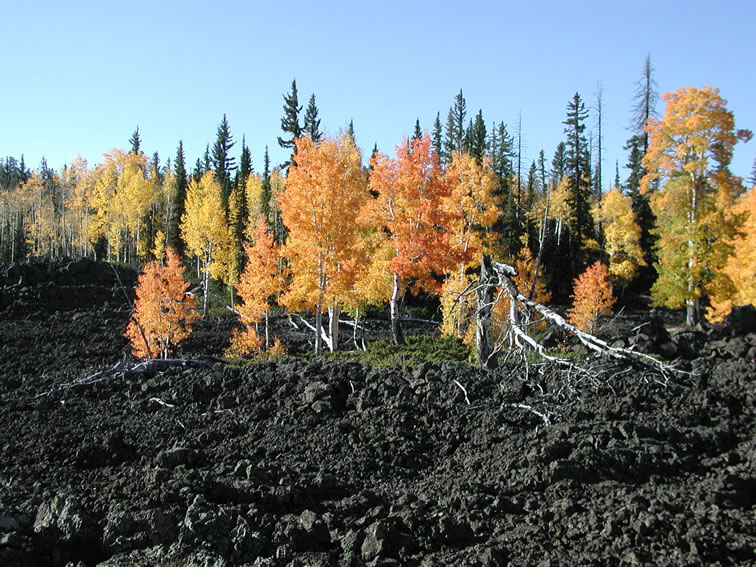
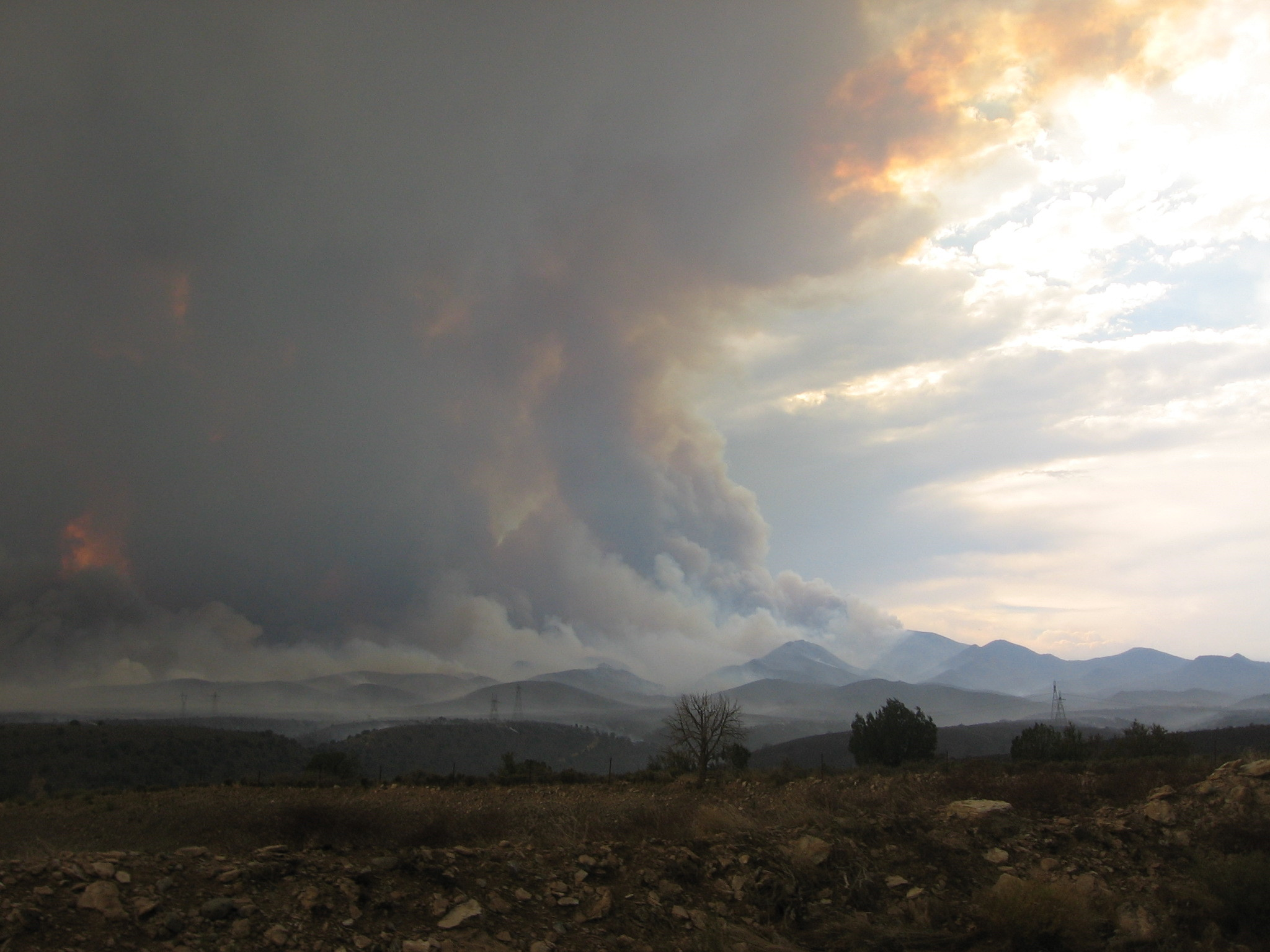
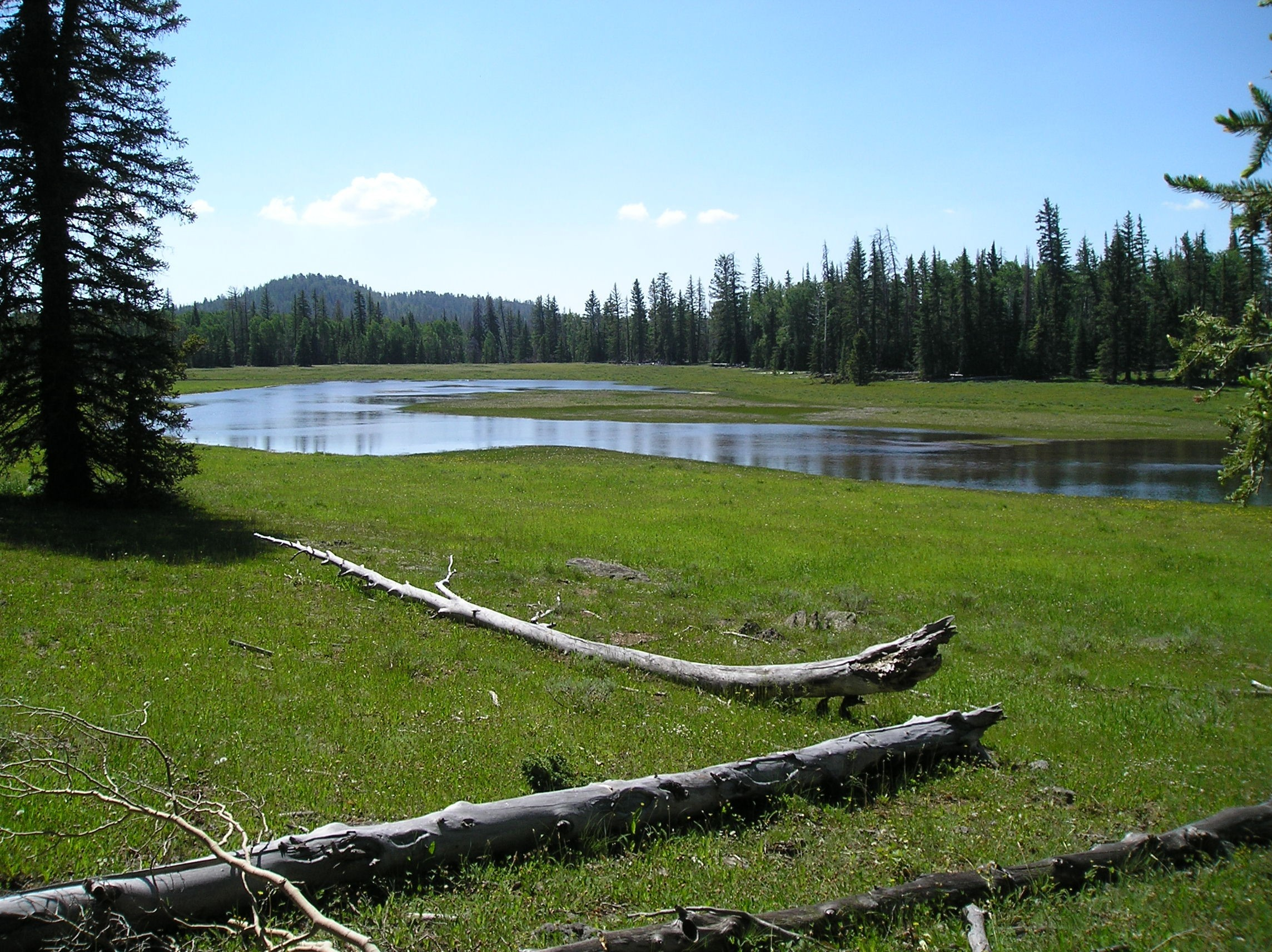
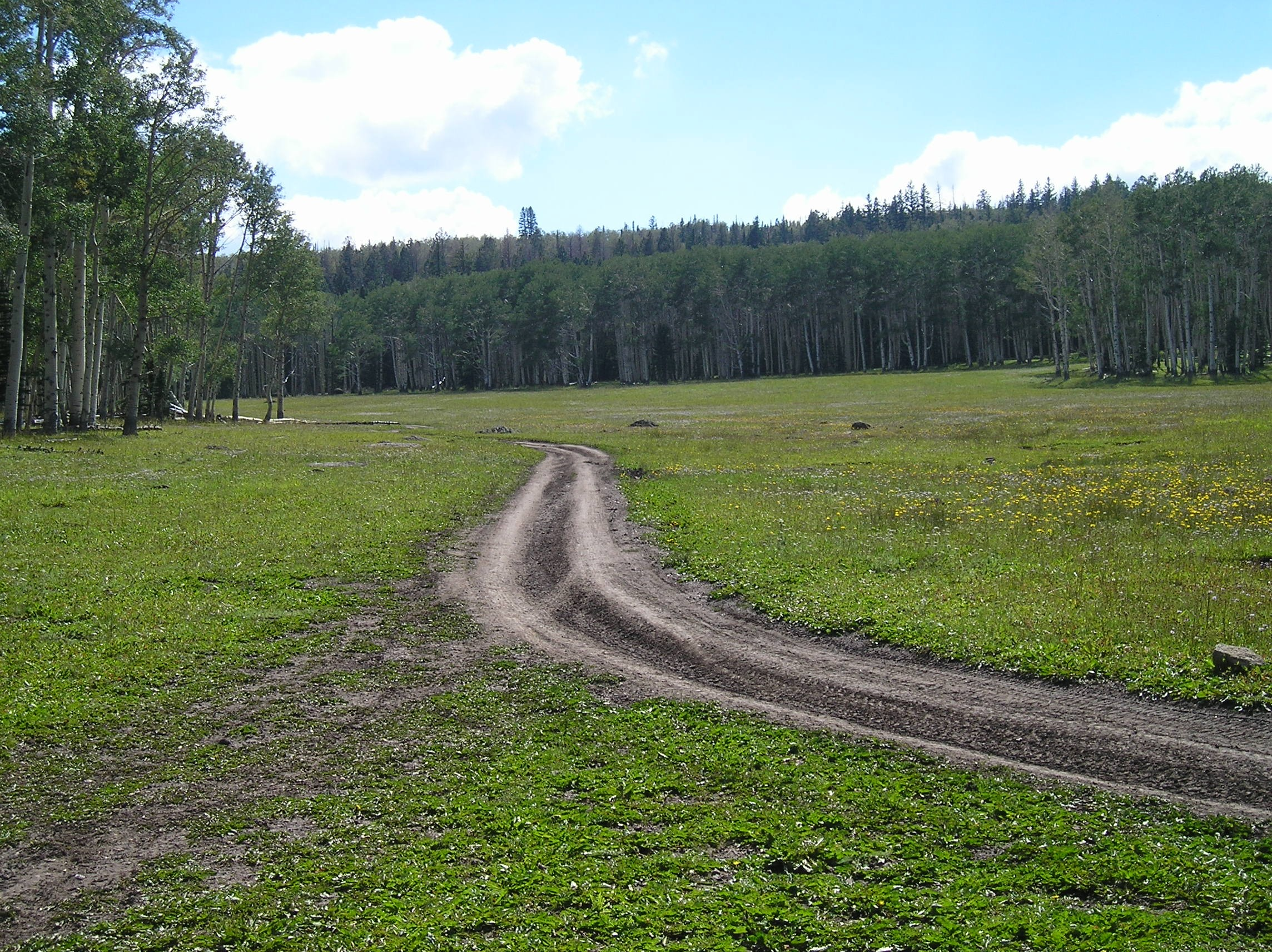
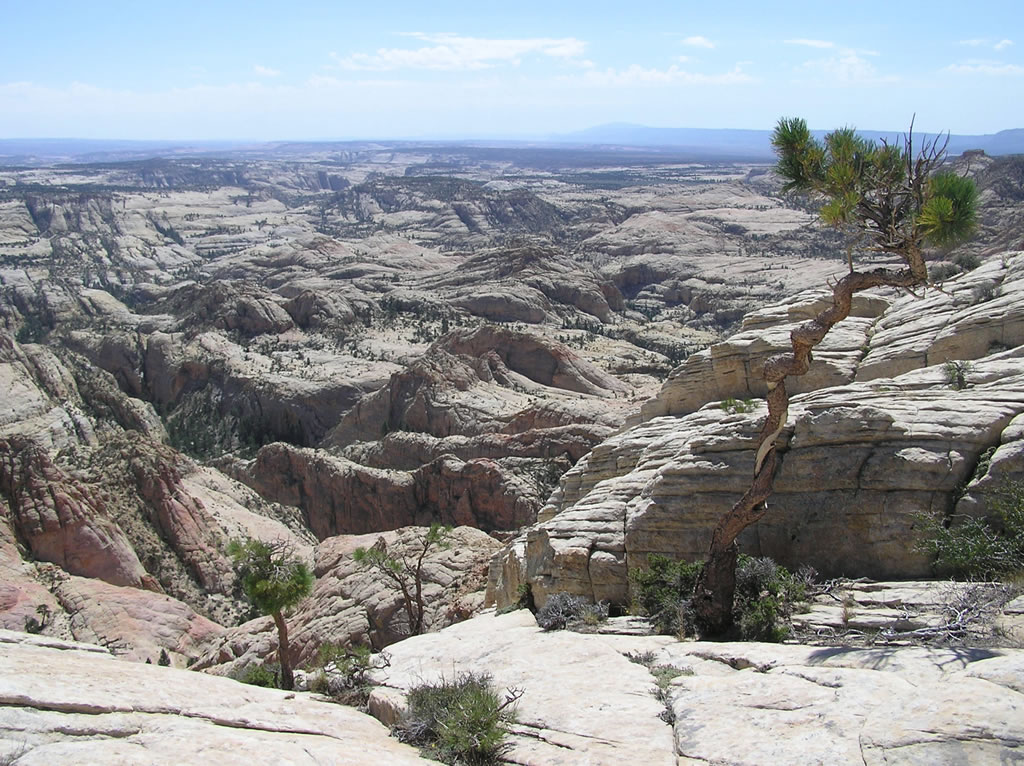
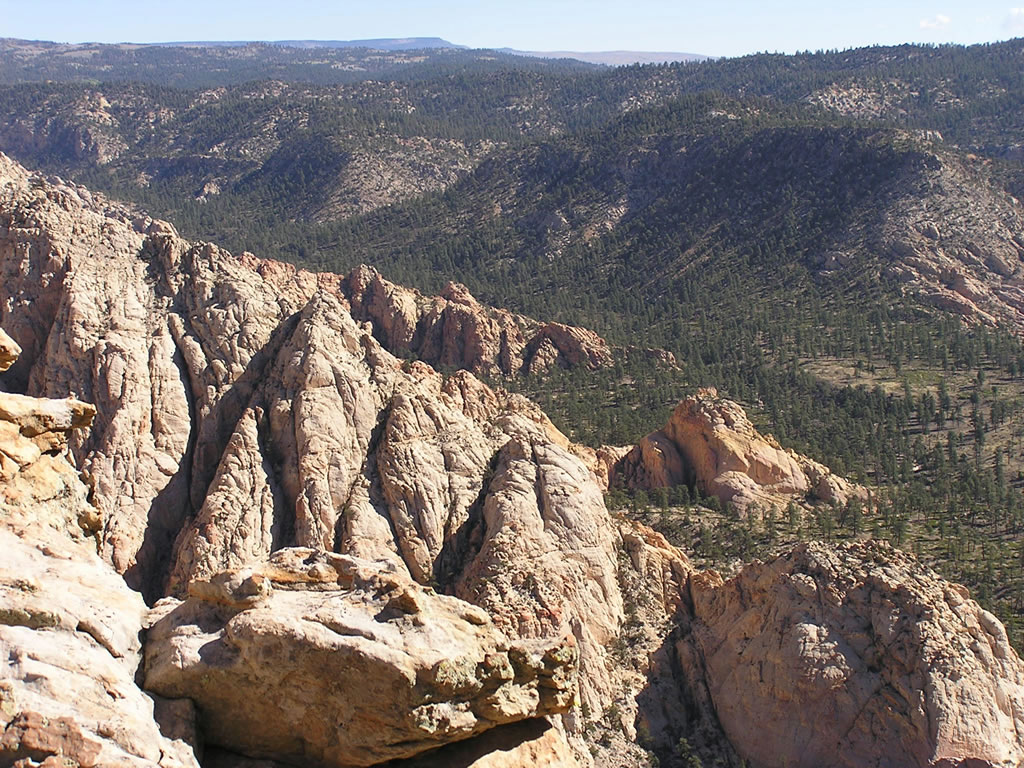
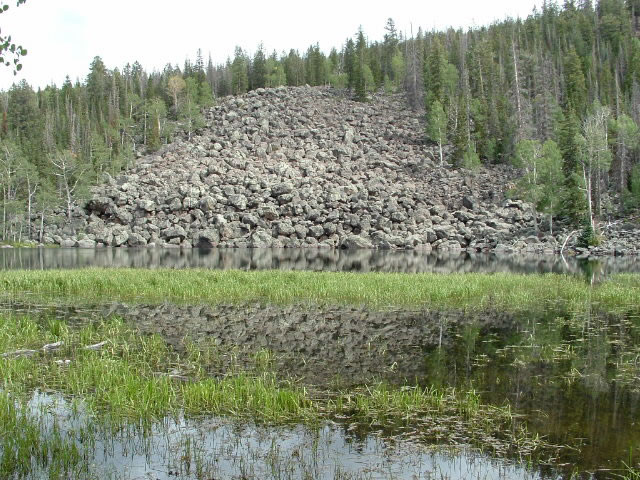